# Yaginumaella bilaguncula
Yaginumaella bilaguncula är en spindelart som beskrevs av Xie L., Peng X. 1995. Yaginumaella bilaguncula ingår i släktet Yaginumaella och familjen hoppspindlar. Inga underarter finns listade i Catalogue of Life.